# Kéki Béla
Kéki Béla (Petrozsény, 1907. december 30. – Budapest, 1993. április 5.) magyar könyvtáros, bibliográfus, könyv- és könyvtártudományi szakíró, színi- és zenekritikus.

## Kutatási területe
A betű-, az írás-, a könyv-, könyvtártörténet és a könyvnyomtatás története.

## Életútja
Középiskolai tanulmányait Gyulafehérvárt kezdte, majd a Marosvásárhelyi Római Katolikus Főgimnáziumban érettségizett (1926), a budapesti egyetemen magyar-francia-román szakon kezdett tanulni, de az itt szerzett diplomáját nem tudta volna honosítani Romániában, így átment a kolozsvári egyetemre, ahol magyar irodalom–pedagógia–esztétika szakon folytatott tanulmányokat. Közben György Lajos mellett a Lyceum könyvtár gyakornoka.
1936-tól 1940-ig a Pásztortűz, 1944-ig a Hitel szerkesztője, 1940-től a Kolozsvári Egyetemi Könyvtár titkára, majd a folyóirat- és hírlaptár vezetője. A második világháborúban frontra és hadifogságba került, szabadulása után könyvtárosi és szakírói tevékenységét a Magyarországon folytatta, 1946-tól az Országos Széchényi Könyvtárban dolgozott, ugyanott főigazgató-helyettes (1949–52), majd a Budapesti Műszaki Egyetem Központi Könyvtárának osztályvezetője, ahonnan igazgatóhelyettesként vonult nyugalomba (1968). Könyvtárszervezői teendői mellett az Eötvös Loránd Tudományegyetem és tanárképző főiskolák könyvtár szakos hallgatóinak könyv- és könyvtártörténeti stúdiumokat tartott.

## Munkássága
A könyv- és könyvtártörténet egyetemi előadója. Könyvismertetéseit, zene- és színikritikáit az Erdélyi Múzeum, Erdélyi Helikon, Erdélyi Tudósító, Erdélyi Irodalmi Szemle, Hitel és Pásztortűz, valamint a Keleti Újság és Ellenzék közölte. Zenekritikáiban Bartók Béla és Kodály Zoltán zenei elismertetésének erdélyi úttörője volt.
Budapesten a Román Kultúra Hete alkalmából 1947-ben Mai román líra című alatt műfordításkötetet szerkesztett román írók alkotásaiból, majd az Officina Könyvtár sorozatában Gáldi Lászlóval együtt Eminescu válogatott verseit adta ki magyarul. Könyvtörténeti és nyomdászati kérdések foglalkoztatták. Az írás története című munkája (Köpeczi Bócz István rajzaival, Budapest, 1971) Hans Skirecki fordításában Lipcsében németül, (1976, 1978) Prágában Pavla Ziegová fordításában cseh nyelven (1984) jelent meg. A szerző legsikeresebb könyve, számos kiadást megért (1971, 1975, 1996, 2000, 2001, 2002).

## Kötetei
- Nyomdászati eljárások; Országos Könyvtári Központ, Bp., 1951 (Az Országos Könyvtári Központ könyvtárostanfolyama. Előadások, 31.)
- Könyvtörténet 1-4.; Tankönyvkiadó, Bp., 1953-1954 (Pedagógiai Főiskola jegyzetei)
- Könyvtártörténet; ELTE Nyelv- és Irodalomtudományi Kara, Bp., 1954
- Könyvtörténet. 2. rész; Pedagógiai Főiskola, Bp., 1954
- A Kner-nyomda és a magyar könyvművészet; Nyomda- és Papíripari Dolgozók Szakszervezete, Bp., 1957 (A Magyar Grafika melléklete)
- Fitz József–Kéki Béla: A magyar könyv története; Magyar Helikon, Bp., 1959
- Az írás története; Gondolat, Bp., 1971
- A magyar könyvnyomtatás ötszáz éve; TIT, Bp., 1973 (Irodalmi előadások)
- Az írás története; 2. átdolg. kiad.; Gondolat, Bp., 1975
- A latin nyomdabetű rajzának fejlődése Gutenberg óta; sajtó alá rend. Somkuti Gabriella; Miskolci Bölcsész Egyesület, Miskolc, 1994 (Bölcsész-könyvek, 3.)
- Az írás története. A kezdetektől a nyomdabetűig; jav., átdolg. kiad.; közrem. Sarbak Gábor; Vince, Bp., 2000

## Szerkesztései
- Eminescu válogatott versei; szerk. Gáldi László, Kéki Béla, bev. Jékely Zoltán; Officina, Bp., 1947 (Officina könyvtár, 93-94.)
- Mai román líra; sajtó alá rend. Kéki Béla, bev. Kolozsvári Grandpierre Emil; Budapest Irodalmi Intézet, Bp., 1947
- Budapesti Műszaki Egyetem Villamosmérnöki Kar. 1966; szerk. Horváth Tibor, Karády György, Kéki Béla; Tankönyvkiadó, Bp., 1967
- A Budapesti Műszaki Egyetem Központi Könyvtárának évkönyvei (Végh Ferenccel, 1967-1988)
- A Magyar Könyvtárosok Egyesületének évkönyve (1973; 1975-1986)
- Tájékoztató a Műszaki Egyetem Központi Könyvtáráról (1977)
- Vita Zsigmond: Az enyedi kohó; bev. Kéki Béla; Magvető, Bp., 1986

## Társasági tagság
- Magyar Könyvtárosok Egyesülete (1955-től titkár, majd elnökségi tag)
- MKE Könyv- és Könyvtártörténeti Bizottságának alapítója és elnöke
- A Szép Könyv-díj Bíráló Bizottságának tagja

## Díjak, elismerések (válogatás)
- Szabó Ervin-emlékérem (1988)
- A Magyar Köztársasági Érdemrend tisztikeresztje (1992)